# أرماندو ريوس
أرماندو ريوس (بالإنجليزية: Armando Ríos)‏ هو لاعب كرة قاعدة أمريكي، ولد في 13 سبتمبر 1971 في سانتورس ‏ في الولايات المتحدة.

## وصلات خارجية
- أرماندو ريوس على موقعبيزبول رفرنس.كوم (الدوري الرئيسي) (الإنجليزية)
- أرماندو ريوس على موقعبيزبول رفرنس.كوم (الدوري الثانوي) (الإنجليزية)
- أرماندو ريوس على موقع مشجعي الرسوم البيانية (الإنجليزية)